# Supercoppa di Lega di Serie C 2003
La Supercoppa di Lega di Serie C 2003 è stata la 4ª edizione della Supercoppa di Serie C. Nel torneo si affrontano le vincitrici dei due gironi della Serie C1 2002-2003. L'edizione venne vinta dal Treviso per la prima volta nella sua storia.

## Squadre partecipanti
Le squadre partecipanti all'edizione 2003:
- Treviso Vincitrice girone A di Serie C1 2002-2003
- Avellino Vincitore girone B di Serie C1 2002-2003

## Formula
La formula prevede che le due squadre si affrontino in una gara di andata ed in una di ritorno, la vincitrice dell'edizione sarà quella che avrà segnato più gol in entrambe le gare. In caso di arrivo a pari reti, la vittoria dell'edizione verrà data alla squadra che ha segnato il maggior numero di gol in trasferta. In caso che anche i gol in trasferta segnati dalle compagini siano uguali, si procederà ai calci di rigore.

## Incontri
| Arbitro: | Stefanini (Prato) |

|  |           |                                  |
|  | Marcatori | 9’ Vianello 80’ (rig.) Pignalosa |

| Arbitro: | Pantana (Macerata) |

|                                                                      |                      |                                                                         |
|                                                                      | Marcatori            | 41’ Lorenzini 73’ Chianese                                              |
| Biancolino Morfù Molino Marra Ignoffo Cinelli Voria De Simone Cecere | Tiri di rigore 8 – 9 | Gallo Chiappara Bianco Galeoto Foggia Pianu Dundjerski Lanzara Chianese |